# 라우펜역
라우펜역(독일어: Laufen, 프랑스어: Gare de Laufon 로퐁[*])은 스위스 바젤란트주에 있는 라우펜 시의 기차역이다. 바젤-빌/비엔선의 중간 정류장이며, 지역 및 장거리 열차가 운행된다.

## 운행편

### 장거리
다음 장거리 열차가 라우펜에서 정차한다.
- 인터시티 : 빌/비엔에서 바젤 SBB까지 매시간 운행.

### 지역
라우펜은 바젤 S-반의 S3로 연결된다.
- S3 : 포랑트뤼까지 매시간 운행, 올텐까지 30분 간격 운행